# یوگودری
یوگودری شهری در شهرستان توئسه در استان بازگا در بورکینافاسوی مرکزی است و جمعیت آن ۵۹۴ نفر است.